# Барон Черлтон

Герб баронов Черлетон

Барон Черлтон (англ. Baron Cherleton) — угасший старинный дворянский титул в системе Пэрства Англии. Он был создан 26 июля 1313 года для сэра Джона Черлтона (1268—1353), который был вызван в парламент в качестве лорда Черлтона.

## История
Род Черлтонов происходил из рыцарской семьи из графства Шропшир. Джон де Черлтон, 1-й барон Черлтон, был женат на Хависе Гадарн (1291—1353), наследнице уэльского княжества Поуис Венвинвин. Баронский титул наследовался по мужской линии до смерти в 1421 году Эдварда Черлтона, 5-го барона Черлтона (1370—1421). На титул стали претендовать две дочери покойного, Джоан, жена Джона Грея, 1-го графа Танкервиля, и Джойс, жена Джона Типтофта, 1-го барона Типтофта.

## Бароны Черлетон (1313)
- Джон Черлтон, 1-й барон Черлтон (1268—1353);
- Джон Черлтон, 2-й барон Черлтон (1307 — до 30 августа 1360), единственный сын предыдущего;
- Джон Черлтон, 3-й барон Черлтон (1334 — 13 июля 1374), единственный сын предыдущего;
- Джон Черлтон, 4-й барон Черлтон (25 апреля 1362 — 19 октября 1401), старший сын предыдущего;
- Эдуард Черлтон, 5-й барон Черлтон (1370 — 14 марта 1421), младший брат предыдущего.

После его смерти наследниками титула стали его дочери и их потомки:
- Джоан Черлтон (около 1400 — 17 сентября 1421), жена Джона Грея, 1-го графа Танкервиля (умер в 1421 году);
- Джойс Черлтон (около 1403 — 22 сентября 1446), жена Джона Типтофта, 1-го барона Типтофта (умер в 1443 году).